# Cybaeus melanoparvus
Cybaeus melanoparvus es una especie de araña araneomorfa del género Cybaeus, familia Cybaeidae. Fue descrita científicamente por Kobayashi en 2006.
Habita en Japón.